# The Blanks
The Blanks sono un gruppo musicale statunitense derivante da attori minori della serie televisiva Scrubs - Medici ai primi ferri, di cui Sam Lloyd era il capogruppo. Sono specializzati nel canto a cappella. Inizialmente facevano apparizioni nel programma con canzoni folkloristiche americane, o con altri successi americani o comunque di lingua inglese. Ma dopo il successo è avvenuto in modo straordinario grazie anche al ritmo ed all'impatto nel pubblico, da lì si sono uniti veramente creando canzoni proprie ed esibendosi in patria, nel resto dell'America Settentrionale e nel resto del mondo anglosassone. Fanno tournée in America riscuotendo grandi successi.

## Storia del gruppo
Sam Lloyd e George Miserlis incontrano Paul Perry durante gli studi alla Syracuse University. Successivamente incontrano Philip McNiven da quando vivono a Los Angeles formando così il gruppo.

## Discografia
- Riding the Wave (2004)
- Worth the Weight (2007)

## Formazione
- Philip McNiven - 1º tenore
- Sam Lloyd - 2º tenore (leader)
- George Miserlis - baritono
- Paul F. Perry - basso

## Curiosità
In alcune puntate della versione italiana di Scrubs - Medici ai primi ferri il gruppo viene chiamato "Poveri sfigati".